# Tatra 81
Tatra 81 byl těžký nákladní automobil se znakem náprav 6×4, vyráběný podnikem Závody Ringhoffer-Tatra a. s. v Kopřivnici (Nesselsdorf). Mezi lety 1940–1942 bylo postaveno asi 220 vozů, včetně verzí H a Hb s pohonem na dřevoplyn. Byl to poslední vůz značky poháněný kapalinou chlazeným motorem vlastní konstrukce. Dalším vývojem Tatry 81 vznikla proslavená Tatra 111.

## Historie
Vývoj těžkého nákladního automobilu Tatra 81 započal v roce 1939, již v době, kdy se automobilka Tatra nacházela v odtržených Sudetech, v Německé říši. Po začátku války byl vývoj vozu urychlen, neboť se počítalo s jeho využitím pro vojenské účely. První prototyp vznikl roku 1940. Jednalo se o vůz klasické tatrovácké koncepce, s páteřovým rámem a nezávislým zavěšením kol. Poháněl ho vznětový vidlicový osmiválec, chlazený vodou. Tatra 81 byla posledním typem značky, využívající motor s kapalinovým chlazením, další vozy Tatra již byly vybavovány vzduchem chlazenými motory.
Sériová výroba byla zahájena ještě v roce 1940. Roku 1942 se objevila varianta upravená na pohon dřevoplynem, vybavená generátorem Imbert. Tento typ nesl označení Tatra 81 H (od německého Holzgas) a byl určen především pro civilní provoz. Touto úpravou však došlo ke značnému poklesu výkonu, což se konstruktéři snažili u dalších sérií vyřešit zvětšením zdvihového objemu motoru převrtáním válců. Takto upravené vozy byly označeny Tatra 81 Hb.
Celkem bylo v letech 1940–1942 vyrobeno asi 220 vozů všech variant. Většinu z nich převzaly německé ozbrojené složky. Poznatky a zkušenosti získané s vozem Tatra 81 byly uplatněny při vývoji jeho následníka, Tatry 111.

## Technické údaje

### Motor a převodovka

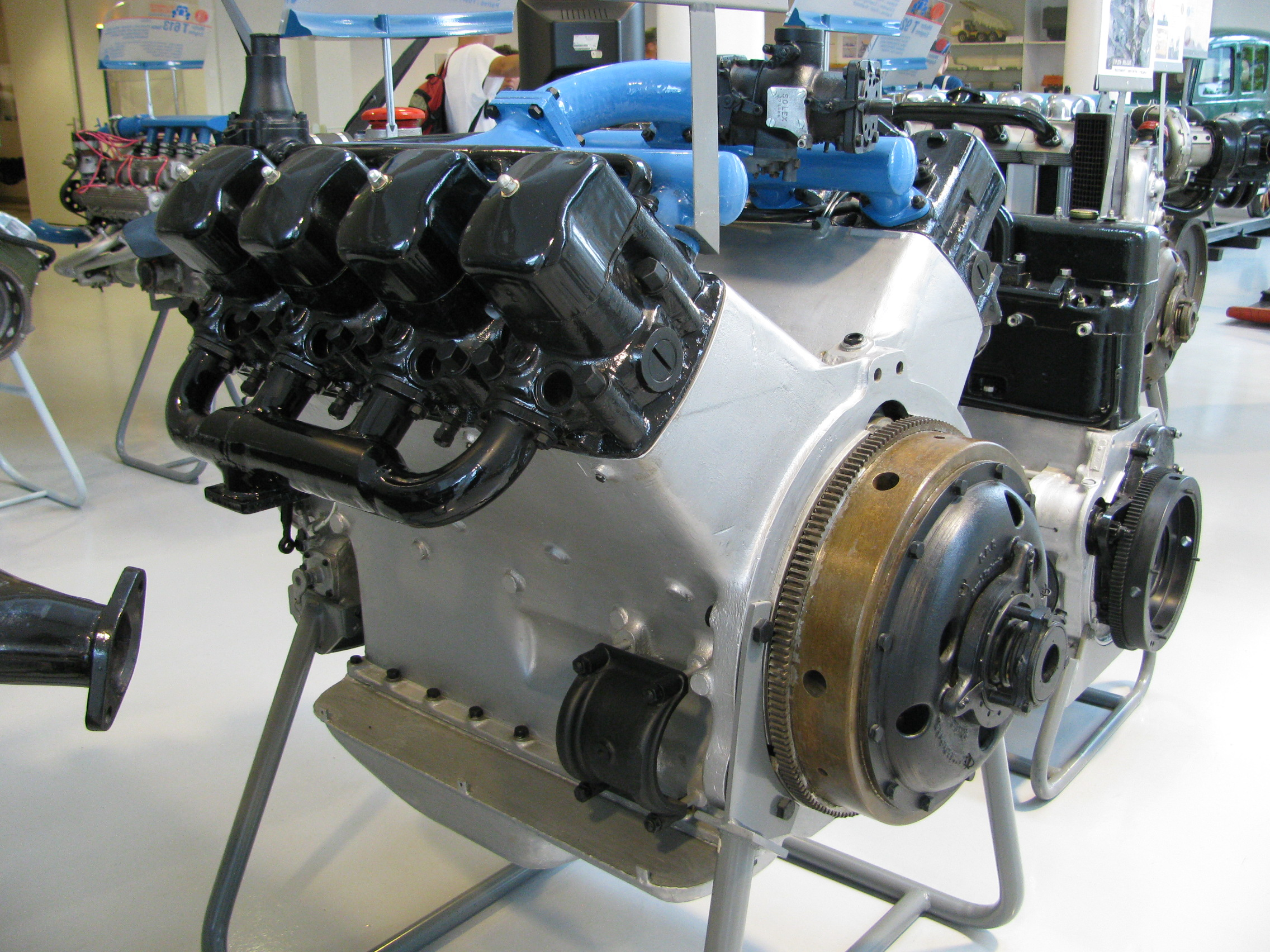
Motor Tatra 81 Hb - verze na pohon dřevoplynem

Tatru 81 pohání vidlicový, vodou chlazený vznětový osmiválec s rozvodem OHV. Řady válců svírají úhel 90°. Bloky válců a kliková skříň jsou odlity vcelku z šedé litiny. Vahadla ventilů každého válce mají samostatné kryty. Umístění motoru je vpředu, podélně před přední nápravou.
Motor Tatry 81 má zdvihový objem 12 463 cm³ (vrtání válců 115 mm, zdvih 150 mm), který dosahuje nejvyšší výkon 118 kW (160 k). Verze Tatra 81 Hb má motor se zdvihovým objemem 14 726 cm³ (vrtání válců 125 mm, zdvih 150 mm). Dosahuje nejvyšší výkon 110 kW (150 k), trvalý jen 88 kW (120 k).
Elektrická soustava pracuje s napětím 12 V, pouze startér motoru je na 24 V. Vůz je vybaven 12 V dynamem o výkonu 300 W a dvěma 12 V akumulátory po 150 Ah.
Za motorem je umístěna suchá dvoulamelová spojka. Za ní pak navazuje čtyřstupňová nesynchronizovaná převodovka s dvoustupňovou redukční skříní.

### Podvozek
Základ podvozku tvoří ocelová páteřová roura, vpředu opatřená přírubou pro blok motoru a převodovky. Vzadu jsou dvě hnací nápravy s výkyvnými poloosami. Ty jsou odpružené podélnými půleliptickými listovými péry, upevněnými na příčném nosníku, který je umístěn na mezikusu mezi nápravami. V každé nápravě je samostatná rozvodovka a mechanicky uzavíratelný diferenciál. Nepoháněná přední náprava má nezávislé zavěšení tvořené spodními trojúhelníkovými rameny. Ta jsou spojena s příčkou rámu pomocí pružin, vinutých z pásové oceli obdélníkového průřezu. Rozchod předních kol činí 2055 mm, zadních 1800 mm. Rozvor náprav je 3950 + 1220 mm. Světlá výška pod nápravami je 270 mm
Vůz je opatřen vzduchotlakovou brzdovou soustavou podle licence Knorr. Tlakový vzduch vyráběný dvouválcovým kompresorem je skladován ve dvou vzduchojemech umístěných na pravé straně páteřové trouby. Ruční brzda působí na rozvodovky zadních náprav. Kola jsou dvacetipalcová, s lisovanými ocelovými disky rozměru 8×20" a pneumatikami rozměru 9,75×20", na zadní nápravě v dvojmontáži.

### Kabina
Kabina vozu je smíšené konstrukce, s dřevěnou kostrou potaženou ocelovým plechem. Na střeše se nachází sklopný trojúhelník, pro signalizaci jízdy s vlekem. Čelní okno je dvoudílné šípové, opatřené dvěma elektricky poháněnými stěrači. Dveře kabiny jsou uchycené vpředu.

### Rozměry a výkony
Délka: 8 750 mm

Šířka: 2 500 mm

Výška: 2 720 mm (po střechu kabiny)

Hmotnost podvozku: 5 700 kg

Pohotovostní hmotnost: cca 8 000 kg

Užitečná hmotnost: 6 500 kg (T 81) nebo 6 000 kg (T 81 H)

Maximální rychlost: 65 km/h, trvalá rychlost: 45 km/h